# Paulius Valinskas
Paulius Valinskas (Kaunas, 9 december 1995) is een Litouws basketballer.

## Carrière
Valinskas speelde van 2013 tot 2016 voor de tweede ploeg van KK Žalgiris Kaunas in de Litouwse tweede klasse. Van 2016 tot 2018 speelde hij voor de eerste ploeg. In het seizoen 2018/19 werd hij uitgeleend aan KK Lietkabelis en vanaf augustus 2019 kort voor Orléans Loiret Basket. Hij maakte daarna de overstap naar KK Lietkabelis waar hij speelde van 2019 tot 2021. In 2021 ging hij spelen voor Okapi Aalst en speelde er een seizoen.
In 2022 ging hij spelen voor het Servische KK FMP en verliet de club in april 2023. In 2023 keerde hij terug naar KK Lietkabelis voor het seizoen 2023/24 maar verliet de club al in april 2024.

## Erelijst
- Litouws landskampioen: 2017, 2018
- Litouws bekerwinnaar: 2017, 2018